# Brentwood (Essex)
Brentwood é uma cidade do distrito de Brentwood, no Condado de Essex, na Inglaterra. Sua população é de 54 715 habitantes (2015) (76 386, distrito).

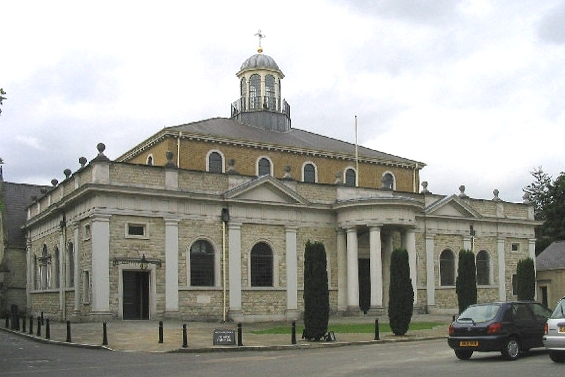
Catedral de Brentwood